# Ernest N. Harmon
Pour les articles homonymes, voir Harmon.
Ernest Nason Harmon (26 février 1894 - 13 novembre 1979) était un officier supérieur de l'armée de terre américaine (US Army). Il a servi pendant la Première et la Seconde Guerre mondiale, et est surtout connu pour avoir réorganisé la 21re division blindée après la débâcle de février 1943 lors de la bataille de Kasserine, pendant la campagne de Tunisie.

## Biographie

### Jeunesse
Ernest Nason Harmon est né à Lowell, dans le Massachusetts, d'Ernest et Junietta (Spaulding) Harmon. Orphelin à l'âge de dix ans, il est élevé par des parents dans le village de West Newbury, dans le Vermont. Il fait ses études à West Newbury et est diplômé de l'Académie de Bradford en 1912. Il fréquente l'université de Norwich (Norwich University) pendant un an, puis, en 1913, il est nommé à l'Académie militaire des États-Unis (United States Military Academy - USMA) à West Point, dans l'État de New York, où il monte à cheval, joue au football et au hockey, et fait partie de l'équipe de boxe. Après avoir obtenu son diplôme le 20 avril 1917, deux semaines exactement après l'entrée des États-Unis dans la Première Guerre mondiale, il est nommé sous-lieutenant (second lieutenant) dans la branche cavalerie de l'aUS Army.
Il fait partie de la promotion qui a produit plus de 55 futurs officiers généraux, dont deux chefs d'état-major de l'armée de terre - Joseph L. Collins et Matthew B. Ridgway. Parmi ses autres camarades de classe figurent : Clare H. Armstrong, Aaron Bradshaw Jr., Mark W. Clark, John T. Cole, Norman D. Cota, John M. Devine, William W. Eagles, Theodore L. Futch, Charles H. Gerhardt, Augustus M. Gurney, George H. Weems, William Kelly Harrison Jr., Robert W. Hasbrouck, Frederick A. Irving, Laurence B. Keiser, Charles S. Kilburn, Bryant E. Moore, Daniel Noce, Onslow S. Rolfe, Herbert N. Schwarzkopf, Albert C. Smith, George D. Wahl et Raymond E. S. Williamson
En août 1917, Harmon épouse M. Leona Tuxbury : ils ont deux filles, Barbara Roll et Jeanne Oliver, et trois fils, Halsey, Robert et Ernest Jr.

### Première Guerre mondiale
Harmon est affecté au 2e régiment de cavalerie (2nd Cavalry Regiment) à Fort Ethan Allen, puis à Fort Devens, dans le Massachusetts, et à Fort Sill, dans l'Oklahoma.
En mars 1918, Harmon se rend en France avec la troupe F du 2e régiment de cavalerie. Le 2e régiment de cavalerie est la seule unité de cavalerie à partir à l'étranger pendant la Première Guerre mondiale, et les troupes B, D, F et H sont les dernières unités de cavalerie américaine à cheval à avoir engagé le combat avec l'ennemi. [Harmon a servi dans le secteur de Baccarat, au camp du Valdahon, lors de l'offensive de Saint-Mihiel et de l'offensive Meuse-Argonne,. Il a servi en France et en Belgique après la guerre et est retourné aux États-Unis en juin 1919 pour étudier à l'école de cavalerie de Fort Riley, dans le Kansas,.

### L'entre-deux-guerres
En août 1921, Harmon est affecté à West Point en tant qu'instructeur en dessin mécanique, et il est également entraîneur de l'équipe de football et de la première équipe de crosse de l'école.. Au cours de l'été 1924, il se rend en France avec trois autres officiers pour participer au pentathlon moderne lors des Jeux olympiques d'été de cette année-là. Harmon se classe cinquième au tir, 37e à la natation, 27e à l'escrime, 32e à l'équitation et 26e à la course de fond. Il termine 31e ex æquo au classement général (sur 38 participants), les trois premières places étant occupées par des athlètes suédois.
Harmon est ensuite affecté au 6e régiment de cavalerie (6th Cavalry Regiment) à Fort Oglethorpe, en Géorgie, et devient pendant quatre ans professeur de sciences militaires et commandant des cadets à l'université de Norwich En 1933, après avoir été promu major en novembre 1932, Harmon est diplômé de l'École de commandement et d'état-major général de l'armée des États-Unis (UArmy Command and General Staff College,) et de l'École de guerre de l'US Army (Army War College) des États-Unis en 1934. Il commande ensuite un escadron du 8e régiment de cavalerie  (8th Cavalry Regiment) à Fort Bliss, puis passe quatre ans à la direction de l'état-major logistique (G4) au sein de l'état-major général du département de la Guerre des États-Unis (United States Department of War). Harmon est brièvement chef d'état-major adjoint du 1er corps blindé (I Armored Corps) à Fort Knox, dans le Kentucky, puis est affecté au poste de chef d'état-major d'Adna R. Chaffee Jr. pendant que Chaffee commandait la nouvelle force blindée de l'US Army. Le 1er juillet 1940, il est promu lieutenant-colonel, puis colonel dans l'US Army (AUS) le 4 novembre 1941.

### Seconde Guerre mondiale
Les États-Unis entrent dans la Seconde Guerre mondiale peu après la promotion de Harmon, en décembre 1941, à la suite de l'attaque japonaise sur Pearl Harbor. Pendant sept mois, de juillet 1942 à février 1943, Harmon commande la 2e division blindée (2nd Armored Division) et la forme en vue d'un éventuel service à l'étranger. Pendant cette période, il est promu deux fois, au grade de brigadier général (général de brigade) (AUS) le 13 mars 1942 et au grade de major général (général de division) à peine cinq mois plus tard, le 9 août.

#### Afrique du Nord
Des éléments de la 2e division blindée commencent à arriver en Algérie, en Afrique française du Nord, en novembre 1942, dans le cadre de l'opération Torch. Dès son débarquement à Alger, Harmon est chargé par le général Dwight D. "Ike" Eisenhower, commandant suprême des forces alliées en Afrique du Nord, de se rendre sur le front pour rendre compte de la détérioration de la situation des Alliés en Tunisie et en Algérie, et d'apporter son aide en cas de besoin. Ses rapports sur place et ses interventions lors des batailles de la passe de Kasserine en février 1943 ont contribué à stabiliser et à réorganiser le 2e corps d'armée américain (U.S. II Corps), qui avait été plongé dans le désordre après l'attaque initiale des Allemands.
Pendant les combats, Harmon a l'occasion d'observer le major général Lloyd Fredendall, commandant du 2e corps d'armée, ainsi que son supérieur, le lieutenant général britannique Kenneth Anderson, commandant de la 1re armée britannique (British First Army). Anderson contrôlait l'ensemble du front allié dans l'est de l'Algérie et commandait les forces britanniques, américaines et françaises. Harmon a remarqué que les deux généraux se voyaient rarement et qu'ils ne parvenaient pas à coordonner et à intégrer correctement les forces placées sous leur commandement. Fredendall ne s'entendait guère avec le commandant de la 1re division blindée (1st Armored Division), le général de division Orlando Ward, qui s'était plaint à plusieurs reprises à ses supérieurs des dangers de la séparation de sa division en commandements de combat plus faibles destinés à être utilisés dans divers secteurs du front. Harmon remarque également que Fredendall quitte rarement son quartier général, un énorme bunker fortifié construit à 115 km derrière les lignes de front (il a fallu trois semaines à deux cents ingénieurs de l'US Army pour creuser le bunker, en utilisant des centaines de kilos d'explosifs pour faire sauter des pièces dans la roche). Les forces alliées sont privées de soutien aérien lors des attaques critiques et sont souvent placées par le commandement supérieur dans des positions où elles ne peuvent s'apporter un soutien mutuel. Les subordonnés se souviendront plus tard de la confusion totale dans laquelle ils se trouvaient lorsqu'ils recevaient des ordres contradictoires, ne sachant pas à quel général obéir - Anderson ou Fredendall. Lors de ses entretiens avec les commandants sur le terrain, Harmon reçoit de nombreuses critiques sur ce que de nombreux officiers alliés considèrent comme un commandement lâche, confus et déconnecté de la réalité. Constatant que Fredendall semblait déconnecté (et, à un moment donné, en état d'ébriété), il demanda et obtint l'autorisation d'aller au front et d'intervenir si nécessaire pour renforcer les défenses alliées.
Si Harmon attribue à Fredendall la plus grande part de responsabilité dans la catastrophe, il commence également à s'interroger sur les capacités d'Anderson à diriger un grand commandement. Anderson est en partie responsable de la faiblesse du 2e corps d'armée dans la zone sud du front. Lorsque Fredendall demande à se retirer sur une ligne défendable après l'assaut initial afin de regrouper ses forces, Anderson rejette la demande, ce qui permet aux panzers allemands d'envahir de nombreuses positions américaines dans le sud. Anderson affaiblit également le 2e corps d'armée en répartissant des portions de la 1re division blindée dans divers commandements de combat envoyés dans d'autres secteurs, malgré les objections véhémentes de son commandant, le major général Ward.
Le major général Harmon s'était rendu à Thala, à la frontière algérienne, pour constater la résistance obstinée des forces britanniques, qui tenaient la route vitale menant au col de Kasserine, face à la forte pression de la 10e Panzerdivision allemande, placée sous le commandement direct d'Erwin Rommel. Le commandant des forces britanniques était le brigadier Cameron Nicholson, un chef de combat efficace qui maintenait ses forces restantes sous le martèlement incessant des Allemands. Lorsque l'artillerie de la 9e division d'infanterie (9th Infantry Division) américaine arrive à Thala après une marche de quatre jours et de 1 300 km, elle apparaît comme une aubaine pour Harmon. Inexplicablement, Anderson ordonne à la 9e division d'infanterie d'abandonner Thala à l'ennemi et de se diriger vers le village d eLe Kef, à 80 km de là, pour se défendre contre une attaque allemande attendue. Nicholson supplie le commandant de l'artillerie américaine, le brigadier général Stafford LeRoy Irwin, d'ignorer l'ordre d'Anderson et de rester. Harmon est d'accord avec Nicholson et ordonne : " Irwin, restez ici ! ". L'artillerie de la 9e reste sur place et, avec ses 48 canons qui déversent l'équivalent d'une année entière d'obus (en temps de paix), arrête l'avancée des Allemands sur leurs traces. Incapable de battre en retraite sous ce feu nourri, l'Afrika Korps se retire finalement à la nuit tombée. Après la défaite de Thala, le Generalfeldmarschall Erwin Rommel décide de mettre un terme à son offensive.
Après que Rommel a été arrêté à Thala, Harmon retourne au quartier général de Fredendall et est incrédule de voir que Fredendall s'attend à reprendre là où il s'est arrêté. Les rapports de Harmon sur la conduite de Fredendall pendant et après la bataille (dans un entretien avec le major général George S. Patton, le remplaçant de Fredendall, Harmon qualifie Fredendall de "lâche") jouent un rôle clé dans le retrait de Fredendall du commandement du 2e corps d'armée et sa réaffectation à un commandement d'entraînement aux États-Unis. Offrant le commandement du 2e corps d'armée à la place de Fredendall, Harmon décline l'offre, car il semblerait à d'autres qu'Harmon soit motivé par l'appât du gain. En mars, le général Eisenhower nomme Patton, un collègue et ami de Harmon, pour remplacer Fredendall. Harmon accepte ensuite le commandement de la 1re division blindée après la relève du major général Ward en avril.

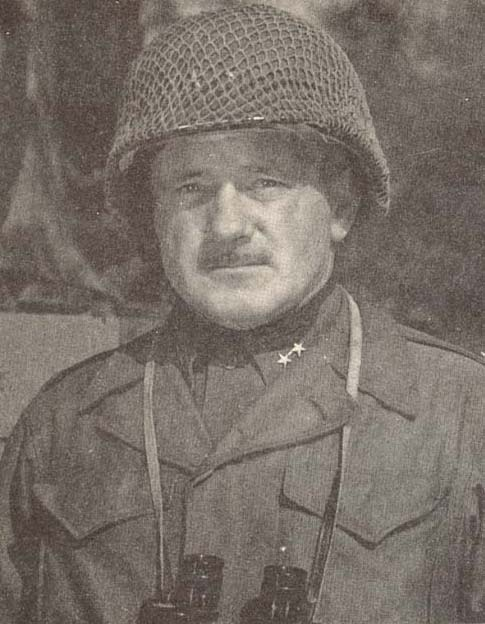
Le major général Ernest N. Harmon, photographié ici en 1944.

Harmon dirige la 1re division blindée pendant le reste de la campagne de Tunisie, qui prend fin à la mi-mai 1943, avec la reddition de près de 250 000 soldats allemands et italiens, qui deviennent par la suite des prisonniers de guerre.

#### Italie
La division ne participe pas à l'invasion de la Sicile par les Alliés (opération Husky), bien que son ancien commandement, la 2e division blindée, désormais dirigée par le major général Hugh Gaffey, y participe.
Harmon dirigea ensuite la 1re division blindée dans la campagne d'Italie, sur un terrain inadapté à l'emploi de blindés, jusqu'en juillet 1944, date à laquelle il rentra aux États-Unis. Pendant la campagne d'Italie, lui et sa division ont joué un rôle important dans la bataille d'Anzio.

#### Europe occidentale
Le 12 septembre 1944, Harmon reprend le commandement de son ancienne division, la 2e division blindée, en remplacement du major général Edward H. Brooks, promu commandant du 6e corps d'armée (VI Corps). Harmon dirige la division sur le front occidental, qui joue un rôle important dans la bataille des Ardennes à la fin de l'année 1944. Harmon a ensuite pris le commandement du 22e corps d'armée (XXII Corps), le 14 janvier 1945, et a dirigé le corps pendant les dernières phases de la guerre, participant à l'invasion de l'Allemagne par les Alliés occidentaux. La fin de la Seconde Guerre mondiale en Europe est intervenue peu après, le 8 mai 1945, jour de la Victoire en Europe.
Au cours de la Seconde Guerre mondiale, Harmon a participé à neuf campagnes : deux en Afrique du Nord, trois en Italie et quatre en France et en Allemagne.

### Après la guerre
Harmon reste à la tête du 22e corps d'armée jusqu'à sa désactivation en janvier 1946, peu après que son grade permanent a été promu de lieutenant-colonel à colonel le 28 décembre 1945, lorsqu'il prend le commandement du 6e corps d'armée (VI Corps). Il participe à l'organisation du premier gouvernement d'après-guerre de l'Allemagne occupée par les Alliés, y compris l'organisation de la gendarmerie américaine, formée à partir des unités du 6e corps d'armée. En tant que commandant de la gendarmerie, Harmon critique sévèrement l'inclusion de soldats afro-américains dans l'occupation de l'Allemagne, déclarant publiquement en 1947 que le déploiement de soldats afro-américains en Europe avait été "l'erreur la plus stupide de l'Amérique".
Il est commandant par intérim de la 3e armée (Third Army) de janvier à mars 1947. Il est ensuite commandant adjoint des forces terrestres de l'*US Army avant de prendre sa retraite de l'armée américaine en 1948, après une carrière militaire de plus de trente ans et deux guerres mondiales, avec le grade permanent de major général (général de division).
Harmon quitte l'armée pour l'université de Norwich, dont il est président de 1950 à 1965. En 1955, il reçoit un doctorat honorifique en droit du Saint Michael's College, à Colchester, dans le Vermont.
Harmon est décédé à White River Junction, dans le Vermont, le 13 novembre 1979, à l'âge de 85 ans.

## Ordres, décorations et médailles
Barrette de ruban du général Harmon :
|                                                                     | Bronze oak leaf cluster · Bronze oak leaf cluster · Bronze oak leaf cluster | Bronze oak leaf cluster                 |
| Bronze oak leaf cluster · Bronze oak leaf cluster                   |                                                                             |                                         |
|                                                                     |                                                                             | Bronze star · Bronze star · Bronze star |
|                                                                     |                                                                             |                                         |
| Silver star · Bronze star · Bronze star · Bronze star · Bronze star |                                                                             |                                         |
|                                                                     |                                                                             |                                         |
|                                                                     |                                                                             |                                         |
|                                                                     |                                                                             |                                         |
|                                                                     |                                                                             |                                         |

Décorations et médailles des États-Unis
- Distinguished Service Cross[1]
- Army Distinguished Service Medal avec 3 feuilles de chêne[1]
- Silver Star  avec feuilles de chêne[1]
- Legion of Merit avec 2 feuilles de chêne[1]
- Bronze Star[1]
- Air Medal[1]
- Army Commendation Medal[1]
- Purple Heart[1]
- World War I Victory Medal avec trois fermoirs de campagne
- Army of Occupation of Germany Medal
- American Defense Service Medal
- American Campaign Medal
- European-African-Middle Eastern Campaign Medal avec neuf étoiles de campagne
- World War II Victory Medal
- Army of Occupation Medal

Ordres étrangers
- Grand Officier de l'Ordre d'Orange-Nassau avec épées (Pays-Bas)[1]
- Grand Officier de l'Ordre de Ouissam Alaouite (Maroc)[1]
- Ordre militaire du Lion blanc, 2e classe (Tchécoslovaquie)[1]
- Compagnon d'honneur de l'Ordre du Bain (Royaume-Uni)[1]
- Commandeur de l'Ordre de Léopold (Belgique)[1]
- Ordre des Saints-Maurice-et-Lazare (Italie)[1]
- Officier de la Légion d'honneur (France)[1]
- Ordre du Drapeau rouge (Union soviétique)[1]

Décorations étrangères
- Croix de Guerre 1939–1945 avec palme (France)[1]
- Croix de Guerre 1940–1945 (Belgique)[1]
- Fourragère (Belgique)[1]
- Médaille d'argent de la valeur militaire (Italie)[1]
- Croix de guerre 1939-1945 (Tchécoslovaquie)[1]

## Promotions
| Insigne     | Rang               | Composante                     | Date              |
| ----------- | ------------------ | ------------------------------ | ----------------- |
| Pas insigne | Cadet              | United States Military Academy | 14 juin 1913      |
|             | Second lieutenant  | Regular Army (Armée régulière) | 20 avril 1917     |
|             | First lieutenant   | Regular Army                   | 15 mai 1917       |
|             | Captain            | Temporaire                     | 5 août 1917       |
|             | First lieutenant   | Regular Army                   | 3 octobre 1919    |
|             | Captain            | Regular Army                   | 26 avril 1920     |
|             | Major              | Armée régulière                | 1er novembre 1932 |
|             | Lieutenant colonel | Regular Army                   | 1er juillet 1940  |
|             | Colonel            | Army of the United States      | 4 novembre 1941   |
|             | Brigadier général  | Army of the United States      | 13 mars 1942      |
|             | Major général      | Army of the United States      | 9 août 1942       |
|             | Colonel            | Regular Army                   | 28 avril 1945     |
|             | Major général      | en retraite                    | 31 mars 1948      |

## Source
- (en) Cet article est partiellement ou en totalité issu de l’article de Wikipédia en anglais intitulé « Ernest N. Harmon » (voir la liste des auteurs).